# POPOP
POPOP oder 1,4-Bis(5-phenyloxazol-2-yl)benzol ist eine chemische Verbindung.
Bei POPOP (Abkürzung von P = Phenyl(en) und O = Oxazol) handelt es sich um einen sogenannten Wellenlängenschieber (ein sekundärer Szintillator). Er wird als Bestandteil von flüssigen und/oder Kunststoff-Szintillatoren verwendet, um das vom primären Szintillator ausgestrahlte, im UV-Bereich liegende Emissionsspektrum in den sichtbaren Wellenlängenbereich zu verschieben. Sein Emissionsmaximum liegt bei 410 nm. POPOP bildet gelbe, filzige Kristalle und ist in organischen Lösungsmitteln schwerlöslich.
Ebenso wie POPOP wird sein Derivat Dimethyl-POPOP (1,4-Bis(4-methyl-5-phenyloxazol-2-yl)benzol) verwendet; ein anderer Wellenlängenschieber ist Bis-MSB.